# ميدان (مقاطعة دورود)
ميدان (بالفارسية: میدان) هي قرية تقع في قسم تشالانتشولان الريفي (مقاطعة دورود) في إيران. يقدر عدد سكانها بـ 371 نسمة بحسب إحصاء 2016.